# Museu de Narva

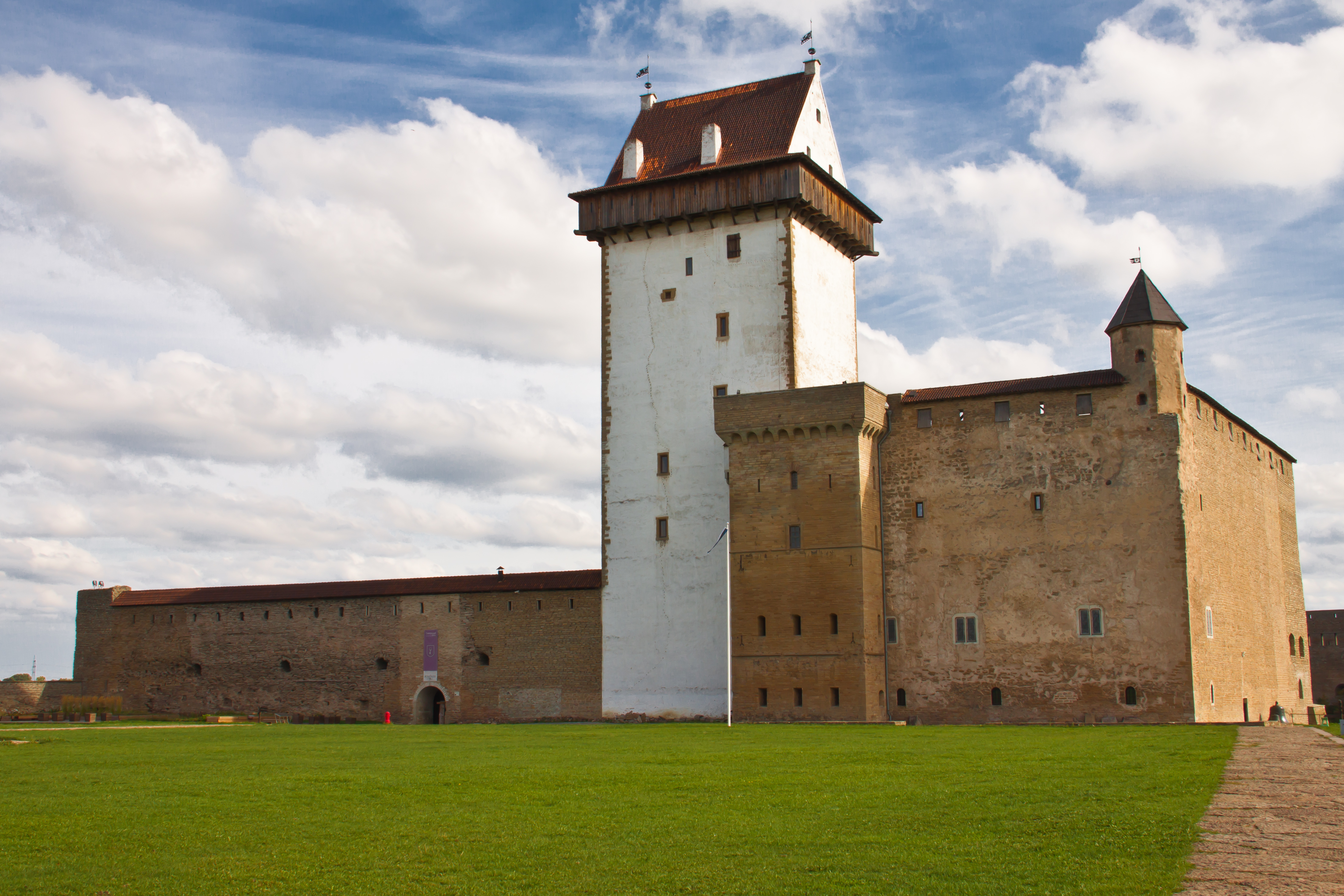
Castelo de Narva

O Museu de Narva (em estoniano:  Narva muuseum) é um museu em Narva, na Estónia. O museu é composto pelo Castelo de Narva, o Pátio do Norte e a Galeria de Arte de Narva.
No verão de 2020, uma nova exposição foi inaugurada no Castelo de Narva. Esta exposição oferece uma visão geral de Narva desde o século XIII até ao início do século XX.
O Pátio do Norte retrata o distrito de artesãos, que trabalharam em Narva desde o século XVII.
A Galeria de Arte de Narva foi inaugurada em 1991.